# Dẻ gai Phú Thọ
Dẻ gai Phú Thọ hay dẻ Phú Thọ (danh pháp hai phần: Castanopsis phuthoensis) là một loài thực vật có hoa trong họ Cử. Loài này được Lương Ngọc Toản mô tả khoa học đầu tiên năm 1965.